# Gudmund Schütte
Pour les articles homonymes, voir Schütte.
Gudmund Schütte (né le 17 janvier 1872 au manoir d'Eskjær, à Jebjerg (Salling) – mort le 12 juillet 1958 à Grinderslev, près de Skive) est un philologue et historien danois spécialiste de l'histoire antique et médiévale du Danemark.

## Biographie
Gudmund Schütte est le fils d'un propriétaire terrien, Ludvig Theodor Schütte (1835–1915), et le petit-fils d'August Theodor Schütte (1804–1889), un immigré allemand originaire de Perleberg dans le Brandebourg. Germanophone, il fut notamment directeur de la Société de philologie germanique (Selskab for Germansk Filologi).
Gudmund Schütte fut honorée du titre de chevalier de l'Ordre royal de Dannebrog.

## Ouvrages sélectifs en anglais
- (en) Gudmund Schütte, Primaeval Astronomy in Scandinavia
- (en) Gudmund Schütte, Esperanto or English? : II: The case for English, 1906
- (en) Gudmund Schütte, The cult of Nerthus, 1913, 15 p.
- (en) Gudmund Schütte, Ptolemy's maps of northern Europe : a reconstruction of the prototypes, Royal Danish Geographical Society, 1917, 184 p.
- (en) Gudmund Schütte, Our forefathers : The Gothonic nations : A manual of the ethnography of the Gothic, German, Dutch, Anglo-Saxon, Frisian and Scandinavian peoples, University Press, 1929–33
- (de) Gudmund Schütte, Die Angeln und ihr Land, Sydslesvigsk Udvalg af 5/5 1945, 1945, 23 p.
- (en) Gudmund Schütte, A ptolemaic riddle solved, 1952, 168 p.
- (en) Gudmund Schütte, Ptolemy's maps and life, 1952, 168 p.